# Vallis Alpes
Vallis Alpes (auch bekannt als Alpental) ist ein Mondtal. Es erstreckt sich vom Becken des Mare Imbrium und verläuft von Ost nach Nordost bis zum Mare Frigoris. Das Tal ist an beiden Enden schmal und ist maximal 10 km breit. Höchstwahrscheinlich handelt es sich bei diesem Tal um einen Graben, der anschließend mit Magma aus Mare Imbrium und Mare Frigoris überflutet wurde.
Das Tal wurde 1727 von Francesco Bianchini entdeckt.